# TNT Series
TNT Series es un canal de televisión por suscripción latinoamericano de origen estadounidense, señal hermana de TNT en Latinoamérica, lanzado en 2015. Es propiedad de Warner Bros. Discovery y es operado por Warner Bros. Discovery Latin America. Su programación se basa en series de acción, suspenso, dramáticas, policiales y de ciencia ficción.

## Historia
Inició sus emisiones en Argentina el 10 de marzo de 2015 al reemplazar al canal Infinito, cuya programación se trasladó al canal truTV; y el 17 de marzo de 2015 en el resto de Latinoamérica al sustituir al mismo canal, mientras que en Brasil fue lanzado al aire el 24 de abril de 2015 en sustitución de la variante brasileña del canal Glitz.